# 卡德
卡德（羅馬化：Kadyy）是俄罗斯科斯特罗马州的市级镇、卡德区行政中心，位于伏尔加河流域内涅姆达河一支流沃特加季河（Вотгать）畔，地处科斯特罗马州南部，在州府科斯特罗马东方。R243公路穿过该地。
该地2021年人口有3,332人；2010年人口3,597；2002年人口3,882；1989年人口4,147。